# Finlande occidentale
La Finlande occidentale (Länsi-Suomen lääni en finnois, Västra Finlands län en suédois), était une province de Finlande, fondée en 1997 et disparue à l'issue de la réforme territoriale de 2009. Située au sud de la province d'Oulu, au nord de la province de Finlande méridionale et à l'ouest de la province de la Finlande orientale, elle était bordée à l'ouest par le golfe de Botnie.
Elle comptait en 2005 1 860 500 habitants sur 74 185 km2 avec une densité de 25 hab./km2.
Elle avait pour capitale Turku et était composée de sept régions:
- Pirkanmaa (Birkaland en suédois),
- Finlande du Sud-Ouest ou Varsinais-Suomi (Egentliga Finland en suédois),
- Finlande centrale ou Keski-Suomi (Mellersta Finland en suédois),
- Satakunta (Satakunda en suédois),
- Ostrobotnie ou Pohjanmaa (Österbotten en suédois),
- Ostrobotnie centrale ou Keski-Pohjanmaa (Mellersta Österbotten en suédois),
- Ostrobotnie du Sud ou Etelä-Pohjanmaa (Södra Österbotten en suédois).

Au total 204 municipalités composaient cette province en 2006, les plus peuplées étant Tampere, Turku, Jyväskylä et Pori.